# (10889) 1997 AO1
(10889) 1997 AO1 est un objet de la ceinture principale d'astéroïdes extérieure de 33,20 km de diamètre découvert en 1997.

## Description
(10889) 1997 AO1 a été découvert le 2 janvier 1997 à l'observatoire astronomique d'Ōizumi, situé à Ōizumi, dans la préfecture de Gunma, au Japon, par Takao Kobayashi.

### Caractéristiques orbitales
L'orbite de cet astéroïde est caractérisée par un demi-grand axe de 3,94 ua, un périhélie de 3,67 ua, une excentricité de 0,07 et une inclinaison de 5,19° par rapport à l'écliptique. Du fait de ces caractéristiques, à savoir un demi-grand axe entre 3,2 et 4,6 ua, il est classé, selon la JPL Small-Body Database, comme objet de la ceinture principale d'astéroïdes extérieure.

### Caractéristiques physiques
(10889) 1997 AO1 a une magnitude absolue (H) de 11,7 et un albédo estimé à 0,040, ce qui permet de calculer un diamètre de 33,20 km. Ces résultats ont été obtenus grâce à la méthode radiométrique en utilisant les données d'observations obtenues par le télescope spatial infrarouge IRAS] lancé en 1983 et qui a permis d'élaborer le catalogue IRAS Minor Planet Survey (IMPS).